# 長迫吉拓
長迫 吉拓（ながさこ よしたく、1993年9月16日 - ）は、岡山県笠岡市出身の自転車競技（BMX・トラックレース）選手。ブリヂストンサイクル所属。

## 来歴
- 4歳でBMXに乗りはじめ、5歳になると同時に地元のレースに初参加。
- 2004年9歳で世界選手権日本代表に選出され、初の海外レースを経験。
- 2011年スイスのワールドサイクリングセンターから、2012年ロンドンオリンピックに向けてスポンサーのオファーをもらい、4ヶ月ほどスイスに拠点を置いてたが、結局はオリンピックに出ることができずに日本に戻る。
- 2011年から全日本選手権5連覇達成。
- 2016年リオオリンピック自転車BMXレースでオリンピック初出場も準々決勝敗退。
- 2016年頃よりトレーニングの一環としてトラック競技を始める。
- 2020年7月2日、地元の岡山県笠岡市内の橋のたもとで自殺企図をしていた男性に声掛けをして思いとどまらせ、地元の警察署に表彰される[2]。
- 2大会連続となる2020年東京オリンピック自転車BMXレースに日本代表として出場したが1回戦で1組の5位となり準決勝には進めなかった[3]。
- 2020年東京オリンピック後、本格的にトラック競技のチームスプリントに転向。
- 2022年、中国で開催されたアジア競技大会に太田海也、小原佑太と男子チームスプリントに出場し、決勝を大会記録となる42秒934で優勝[4]。
- 2023年にチームブリヂストンサイクリング加入[1]。
- 2024年パリオリンピック自転車競技では、男子チームスプリントに太田海也、小原佑太とともに出場し、フランスに敗れて5位決定戦に回った後、5位決定戦で日本記録を更新する42秒078のタイムでドイツに勝利し5位となった[5]。
- 2024年の自転車のトラック種目の世界選手権にパリオリンピックと同じ太田海也、小原佑太で男子チームスプリントに出場し、世界選手権の同種目で初のメダルとなる銅メダルを獲得[6]。

## キャリア
2010年
- シンガポールユースオリンピック 5位[7]

2011年
- アジアBMX選手権大会 ジュニア部門 優勝[8]
- 全日本BMX選手権大会 エリート・ジュニア混合 優勝[9]

2012年
- 2月-6月国際自転車連合(UCI)を拠点にThomas Allier(北京オリンピックフランス代表)とトレーニング。4月ヨーロッパ選手権イタリアではアジア人初5位入賞。
- ジャパンシリーズ ひたちなか 優勝[10]
- ジャパンシリーズ 上越 優勝[11]
- ジャパンシリーズ 秩父 優勝[12]
- 全日本BMX選手権大会 2連覇[13]

2018年
- アジア競技大会 ジャカルタ BMXレース 優勝[14]

2022年
- アジア競技大会 2022中国 チームスプリント優勝 ※大会記録[4]

2023年
- アジア選手権 チームスプリント優勝[15]

2024年
- 自転車世界選手権トラック種目 チームスプリント 3位[6]